# Giovanni Guidetti
Giovanni Guidetti (Italiaans: /dʒoˈvanni ɡwiˈdetti/; Modena, 20 september 1972) is een Italiaanse volleybalcoach. Hij is werkzaam bij de Turkse club Vakıfbank Spor Kulübü en coach van de Servische vrouwenvolleybalploeg. Daarvoor was hij onder andere bondscoach van de Nederlandse, de Duitse en de Turkse vrouwenvolleybalploeg.

## Levensloop
Guidetti was van 1995 tot 1998 coach van het damesteam van Volley 2000 Spezzano en leidde de club in 1997 naar de Serie A, de hoogste Italiaanse volleybalklasse. Van 1997 tot 2000 was hij assistent-coach bij het Italiaanse vrouwenteam. In die hoedanigheid was hij aanwezig op de Olympische Spelen in Sydney. Na een korte periode bij de Amerikaanse Volleybalbond keerde hij in 2001 terug naar Italië als coach van Vicenza. In diezelfde periode was hij trainer van de Amerikaanse B-ploeg bij de vrouwen en bondscoach van de Bulgaarse volleybalvrouwen. 
In het seizoen 2003-04 coachte de Italiaan Pallavolo Modena en vertrok daarna naar Chieri Volley. Met die club won hij de CEV Cup. In 2006 werd hij bondscoach bij de Duitse volleybalvrouwen. In deze functie won hij zilver bij het EK in 2011 en 2013, in 2009 brons in de FIVB World Grand Prix en in 2013 goud en in 2014 zilver in de Europese volleyballeague.
Sinds 2008 is Guidetti de coach van het Turkse VakifBank Istanbul. Met die club haalde hij zijn grootste successen. Zo werd hij tweemaal kampioen van de Turkse competitie, en driemaal tweede, won tweemaal de CEV Champions League (2011 en 2013) en eenmaal het Wereldkampioenschap voor clubteams (2013). Guidetti kreeg een relatie met Bahar Toksoy, een van de speelsters in zijn team, met wie hij in 2008 trouwde. Hij zei hierover: "Ik weet dat het niet hoort in een werkverhouding tussen coach en speler. Ik ben de eerste om toe te geven dat het niet had mogen gebeuren. Maar het ging wel om een serieuze relatie, alles anders was onacceptabel geweest".
Guidetti verruilde het Duitse team in de 2015 voor de Nederlandse volleybalploeg. In zijn eerste jaar won hij een zilveren medaille op het Europees kampioenschap. Nederlands plaatste zich in mei 2016 onder zijn leiding voor de Olympische Spelen in Rio de Janeiro. Dit was voor de eerste keer sinds de Spelen in Atlanta twintig jaar eerder dat het Nederlandse vrouwenvolleybalteam mee deed.
Het plan was dat Guidetti de Nederlandse volleybalploeg tot aan de Olympische Zomerspelen in Tokio (2020) zou leiden. De geboorte van zijn dochter in september 2016 deed hem echter van gedachten veranderen. Hij wilde dichter bij zijn vrouw en dochter zijn. Vanaf 2017 combineert hij Vakifbank met de Turkse nationale vrouwenploeg. Tijdens het Wereldkampioenschap in 2018 eindigde het team als tiende. Tijdens het Europees kampioenschap werd Turkije tweede. In de kwartfinales versloeg Guidetti's ploeg Nederland. Op de Olympische Spelen in Tokio in 2021 strandde het Turkse team in de kwartfinale tegen Zuid-Korea.